# Półstrunowce
Półstrunowce (Hemichordata, z gr. hemi – pół + chorda – struna), przedstrunowce (Protochordata), strunogębe (Stomochordata), szparoskrzelne (Branchiotremata) – typ bezkręgowych, morskich zwierząt wtóroustych o cechach morfologicznych zbliżonych do strunowców (stąd nazwa typu), natomiast w rozwoju zarodkowym wykazujących cechy wspólne ze szkarłupniami. Występują wyłącznie w wodach morskich, głównie pełnosłonych, najczęściej w strefie dennej. Są wśród nich organizmy wolno żyjące i osiadłe, często kolonijne, tylko nieliczne pływają. Żywią się detrytusem i drobnymi organizmami morskimi.
Półstrunowce mają robakowate ciało z dobrze rozwiniętą, trójdzielną wtórną jamą ciała. Jego długość waha się od 1 mm u pojedynczych osobników kolonijnych pióroskrzelnych, do 2,5 m u najdłuższych przedstawicieli jelitodysznych. Ciało jest zróżnicowane na ryjek (prosoma) – którym półstrunowce zagrzebują się w mule, kołnierz i wydłużony lub workowaty tułów. Kołnierz jest oddzielony od ryjka głęboką bruzdą. Na jej dnie znajduje się otwór gębowy. Gardziel większości gatunków jest zaopatrzona w szpary skrzelowe, co stanowi przystosowanie przedniego odcinka układu pokarmowego do funkcji oddechowych. Ryjek większości półstrunowców jest usztywniony notochordą, która była początkowo uważana za zawiązek w pełni rozwiniętej u strunowców struny grzbietowej. Struktury te nie są jednak homologiczne. Kolejną cechą upodabniającą półstrunowce do strunowców jest położenie układu nerwowego nad przewodem pokarmowym. 
Układ pokarmowy półstrunowców składa się z gęby, gardzieli, przełyku oraz jelita z bocznymi kieszonkami wątrobowymi w jego przedniej części. Układ krwionośny otwarty, złożony z jednego naczynia brzusznego i jednego grzbietowego, przechodzącego w zatokę sercową. Układ wydalniczy tworzą orzęsione przewody pomiędzy jamą ciała a jego powłoką. W powłoce występuje nabłonek migawkowy. Półstrunowce są zwierzętami rozdzielnopłciowymi i jajorodnymi.
Badania genetyczne potwierdzają pokrewieństwo półstrunowców i strunowców, ale te pierwsze są bliżej spokrewnione ze szkarłupniami, z którymi tworzą klad Ambulacraria. Ich wspólną cechą jest larwa typu dipleuruli.
Znanych jest około 100 gatunków współcześnie żyjących, wśród których wyróżnia się dwie wyraźne grupy: duże, robakowate jelitodyszne oraz kolonijne pióroskrzelne. Wymarłe graptolity żyły w okresie od kambru do wczesnego karbonu. Początkowo Hemichordata były klasyfikowane jako podtyp strunowców. Ze względu na bliższe pokrewieństwo ze szkarłupniami zostały podniesione do rangi typu, do którego zaliczane są następujące gromady:
- †Graptolithina – graptolity,
- Enteropneusta – jelitodyszne,
- Pterobranchia – pióroskrzelne,
- Planctosphaeroidea.